# Uai-Mori
Uai-Mori (Uai Mori, Uaimori, Waimori) ist ein osttimoresischer Suco im Verwaltungsamt Viqueque (Gemeinde Viqueque).

## Geographie

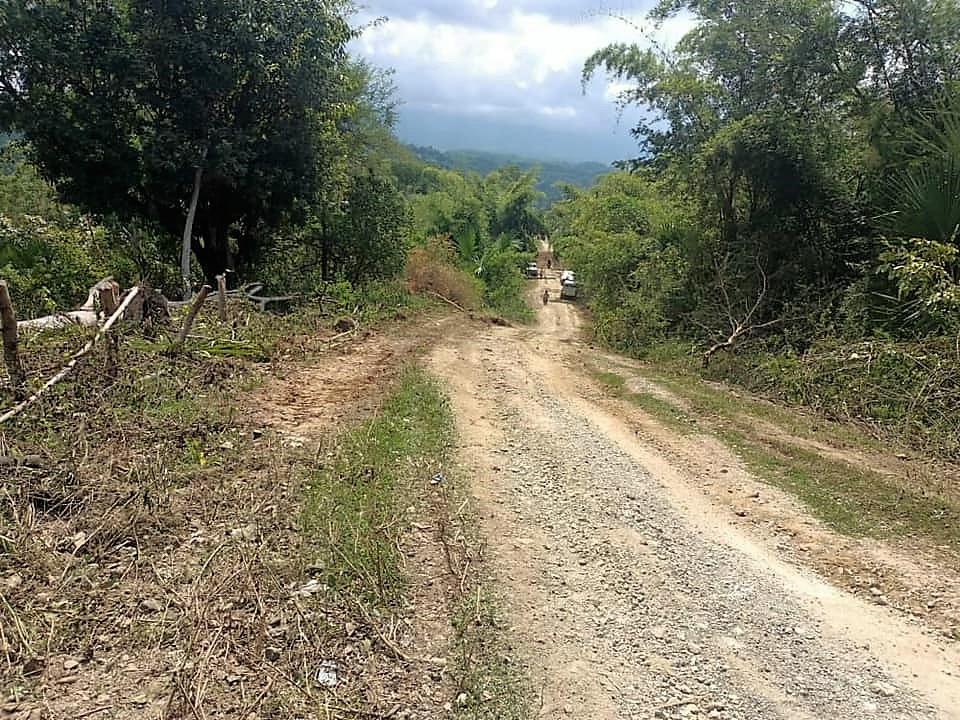
Unterwegs in Uai-Mori

Vor der Gebietsreform 2015 hatte Uai-Mori eine Fläche von 26,72 km². Nun sind es 79,60 km². Der Suco liegt im Norden des Verwaltungsamts Viqueque. Östlich befindet sich der Suco Caraubalo, südöstlich der Suco Uma Quic und südwestlich und westlich der Suco Bahalarauain. Im Norden grenzt Uai-Mori an das Verwaltungsamt Ossu mit seinen Sucos Ossu de Cima und Loi-Huno. Entlang der Westgrenze von Uai-Mori fließt der Tuco.
Entlang der Südgrenze führt die südliche Küstenstraße, eine der wichtigsten Verkehrsverbindungen des Landes. Die größeren Ortschaften von Uai-Mori liegen alle im Südosten des Sucos, in unmittelbarer Nähe zur Gemeindehauptstadt Viqueque, die östlich in Caraubalo liegt. Die Orte in Uai-Mori sind Uaibubo (Uaibobo), Uatulesu (Uatulesa), Uma-Liurai (Umalirurai), Me-Uai (Meuai), Lululae und Uma-Bo O (Umabooh). Der Suco verfügt über eine Grundschule, die Escola Primaria Uai-Mori. Am 1. Oktober 2022 wurde in Uai-Mori die Pfarrkirche São Callisto Caravário von Kardinal Virgílio do Carmo da Silva eingeweiht.
Im Suco befinden sich die sechs Aldeias Lulei, Me-Uai, Uaibubo, Uatulesu, Uma-Bo O und Uma-Liurai.

## Einwohner

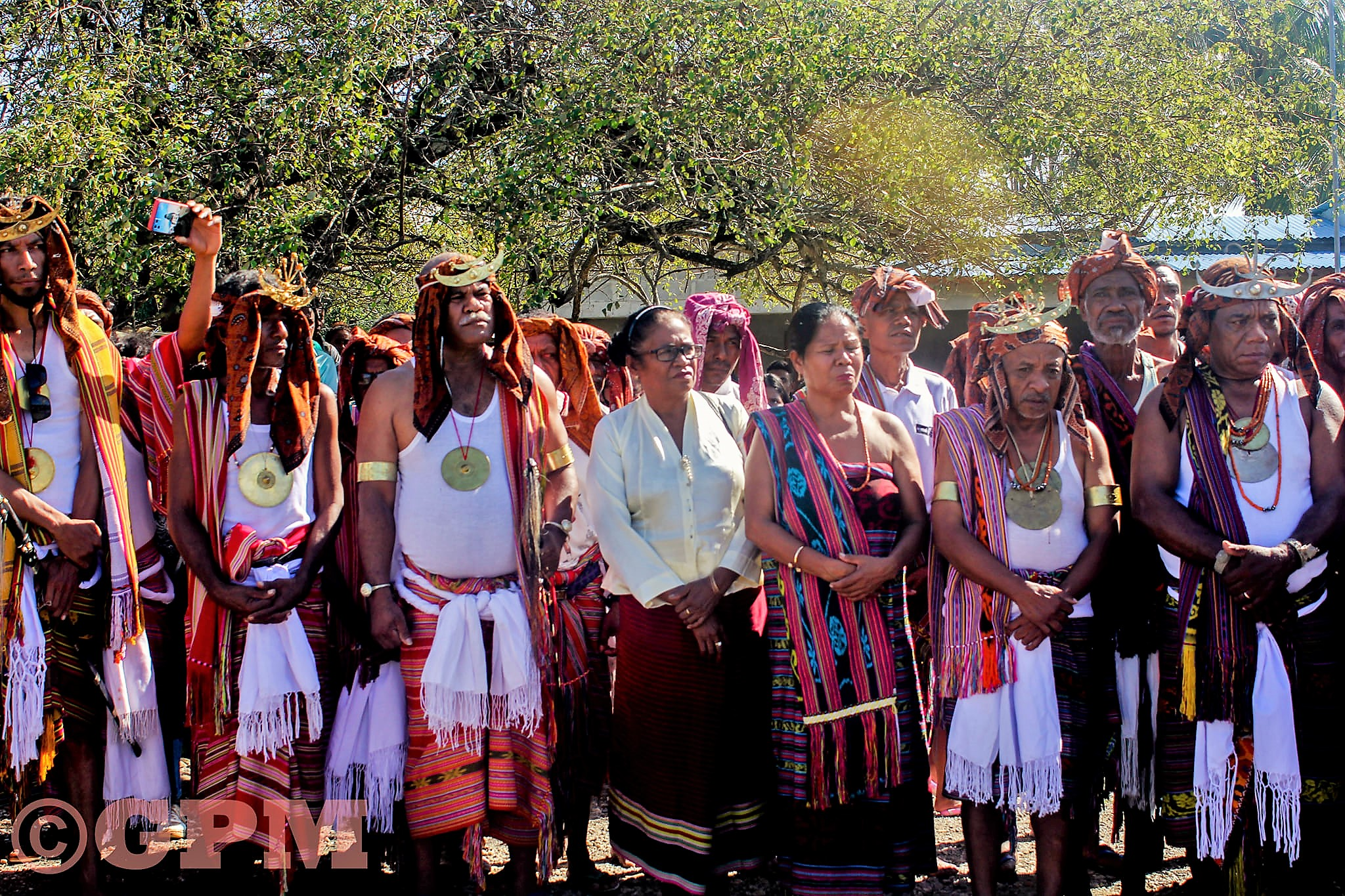
Einwohner von Uai-Mori bei der Einweihung der Kirche São Callisto Caravário (2022)

In Uai-Mori leben 1.636 Einwohner (2022), davon sind 849 Männer und 787 Frauen. Im Suco gibt es 277 Haushalte. Über 41 % der Einwohner geben Kairui als ihre Muttersprache an. Fast 39 % sprechen Tetum Terik, 17 % Makasae und Minderheiten Tetum Prasa oder Midiki.

## Geschichte

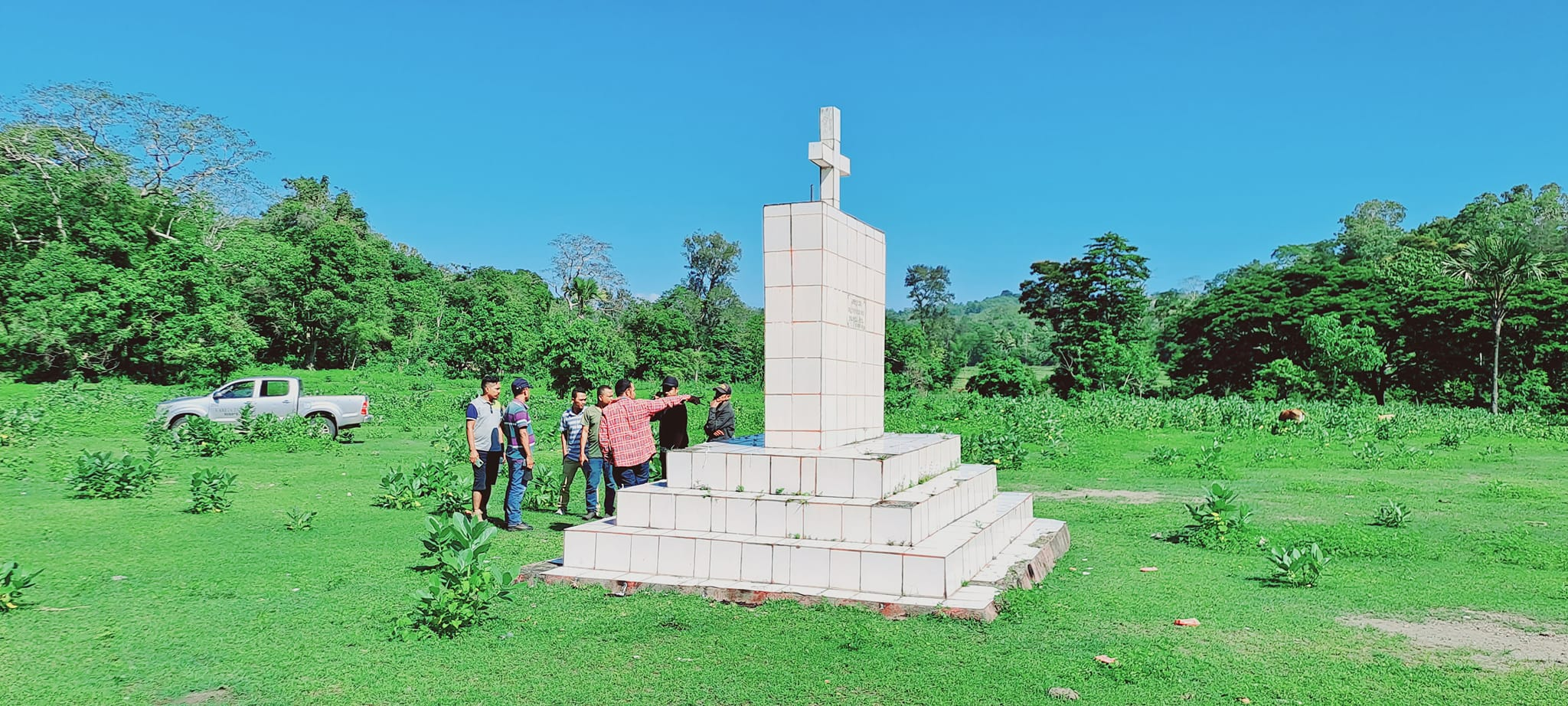
Mahnmal von Uai-Mori

1981 siedelte man Flüchtlinge aus Bibileo auf einer Ebene an, zwischen der Überlandstraße von Viqueque nach Luca und dem Nordteil von Bibileo. Der neu gegründete Ort erhielt den Namen Kraras.
Am 8. August 1983 griffen Einheiten der FALINTIL den indonesischen Militärposten in Kraras an. 14 Soldaten kamen ums Leben. Hunderte Einwohner von Kraras und den benachbarten Weilern flohen aus Angst vor Repressalien in die Wälder. Bei den Vergeltungsmaßnahmen des indonesischen Militärs im September 1983 starben im Laufe des Kraras-Massaker bei mehreren Vorfällen fast 300 Zivilisten. Nach der Unabhängigkeit wurde ein Denkmal zum Gedenken an das Massaker im Tal der Witwen angelegt. Kraras gehört heute als Exklave zum Suco Bibileo.
1999 befand sich in Uai-Mori eines der Sammelcamps für Kämpfer der FALINTIL zur Demobilisierung.

## Politik
Bei den Wahlen von 2004/2005 wurde Domingos S. Guterres zum Chefe de Suco gewählt. Bei den Wahlen 2009 gewann Americo Soares Lobo und 2016 Francelino António Gomes.

## Persönlichkeiten
- Sebastião Gomes (1973–1991), Unabhängigkeitsaktivist